# Ї
Ї (minuskule ї) je písmeno cyrilice. Jedná se o variantu písmene І. Je obsaženo v ukrajinské azbuce. Písmeno Ї slouží k zápisu hlásky v češtině zapisované pomocí slabiky ji.